# Liste der Baudenkmale in Binnen
In der Liste der Baudenkmale in Binnen sind alle Baudenkmale der niedersächsischen Gemeinde Binnen aufgelistet. Die Quelle der  Baudenkmale ist der Denkmalatlas Niedersachsen. Der Stand der Liste ist der 31. Oktober 2020.

## Allgemein
In den Spalten befinden sich folgende Informationen:
- Lage: die Adresse des Baudenkmales und die geographischen Koordinaten. Kartenansicht, um Koordinaten zu setzen. In der Kartenansicht sind Baudenkmale ohne Koordinaten mit einem roten Marker dargestellt und können in der Karte gesetzt werden. Baudenkmale ohne Bild sind mit einem blauen Marker gekennzeichnet, Baudenkmale mit Bild mit einem grünen Marker.
- Bezeichnung: Bezeichnung des Baudenkmales
- Beschreibung: die Beschreibung des Baudenkmales. Unter § 3 Abs. 2 NDSchG werden Einzeldenkmale und unter § 3 Abs. 3 NDSchG Gruppen baulicher Anlagen und deren Bestandteile ausgewiesen.
- ID: die Objekt-ID des Baudenkmales
- Bild: ein Bild des Baudenkmales, ggf. zusätzlich mit einem Link zu weiteren Fotos des Baudenkmals im Medienarchiv Wikimedia Commons. Wenn man auf das Kamerasymbol klickt, können Fotos zu Baudenkmalen aus dieser Liste hochgeladen werden:

## Binnen

### Einzelbaudenkmale
| Lage                                       | Bezeichnung              | Beschreibung | ID       | Bild |
| ------------------------------------------ | ------------------------ | ------------ | -------- | ---- |
| Mühlenstraße 21 52° 37′ 10″ N, 9° 7′ 55″ O | Scheune                  |              | 31038307 |      |
| Mühlenstraße 20 52° 37′ 9″ N, 9° 7′ 57″ O  | Wohn-/Wirtschaftsgebäude |              | 31038284 |      |
| Hauptstraße 33 52° 37′ 8″ N, 9° 8′ 7″ O    | Kirche                   |              | 31038265 |      |

## Bühren

### Gruppe: Gruppe Hofanlage Bühren
Die Gruppe „Gruppe Hofanlage Bühren“ hat die ID 31035891.

| Lage                                                   | Bezeichnung              | Beschreibung | ID       | Bild |
| ------------------------------------------------------ | ------------------------ | ------------ | -------- | ---- |
| Heitstraße 21 52° 37′ 54″ N, 9° 8′ 34″ O               | Stallscheune             |              | 31038366 |      |
| Schulstraße 1/Heitstraße 21 52° 37′ 54″ N, 9° 8′ 34″ O | Backhaus/Speicher        |              | 31038343 |      |
| Heitstraße 21 52° 37′ 53″ N, 9° 8′ 16″ O               | Wohn-/Wirtschaftsgebäude |              | 31038386 |      |

### Gruppe: Gruppe Hofanlage Bühren (II)
Die Gruppe „Gruppe Hofanlage Bühren (II)“ hat die ID 31035905.

| Lage                                     | Bezeichnung              | Beschreibung | ID       | Bild |
| ---------------------------------------- | ------------------------ | ------------ | -------- | ---- |
| Heitstraße 22 52° 37′ 54″ N, 9° 8′ 37″ O | Wirtschaftsgebäude       |              | 31038406 |      |
| Heitstraße 22 52° 37′ 54″ N, 9° 8′ 37″ O | Wirtschaftsgebäude       |              | 31038428 |      |
| Heitstraße 22 52° 37′ 54″ N, 9° 8′ 17″ O | Wohn-/Wirtschaftsgebäude |              | 31038450 |      |

### Einzelbaudenkmale
| Lage                                     | Bezeichnung              | Beschreibung | ID       | Bild           |
| ---------------------------------------- | ------------------------ | ------------ | -------- | -------------- |
| Dorfstraße 31 52° 37′ 47″ N, 9° 8′ 54″ O | Schafstall               |              | 31038322 |                |
| Kirchstraße 1 52° 37′ 54″ N, 9° 8′ 32″ O | Kirche                   |              | 31038470 | Weitere Bilder |
| Schulstraße 2 52° 37′ 52″ N, 9° 8′ 30″ O | Speicher                 |              | 31038512 |                |
| Kirchstraße 5 52° 37′ 52″ N, 9° 8′ 24″ O | Wohn-/Wirtschaftsgebäude |              | 31038491 |                |

## Glissen

### Einzelbaudenkmale
| Lage                                     | Bezeichnung | Beschreibung | ID       | Bild |
| ---------------------------------------- | ----------- | ------------ | -------- | ---- |
| Glissen 12 52° 38′ 42″ N, 9° 6′ 7″ O     | Keller      |              | 31038616 | BW   |
| Am Rohrbach 2 52° 38′ 29″ N, 9° 5′ 44″ O | Schule      |              | 31038596 |      |